# Mieke Telkamp
Mieke Telkamp, pseudoniem van Maria Berendina Johanna (Mieke) Telgenkamp (Oldenzaal, 14 juni 1934 – Zeist, 20 oktober 2016) was een Nederlands zangeres. Ze is in Nederland vooral bekend door het lied Waarheen, waarvoor, waarmee ze in 1971 haar comeback maakte.

## Jeugd
Mieke was in haar tienerjaren lid van het koor van de katholieke Sint-Plechelmusbasiliek in haar geboorteplaats Oldenzaal. In 1952 werd haar talent ontdekt door Gerard van Krevelen, die voor de AVRO op zoek was naar nieuw talent.

## Loopbaan

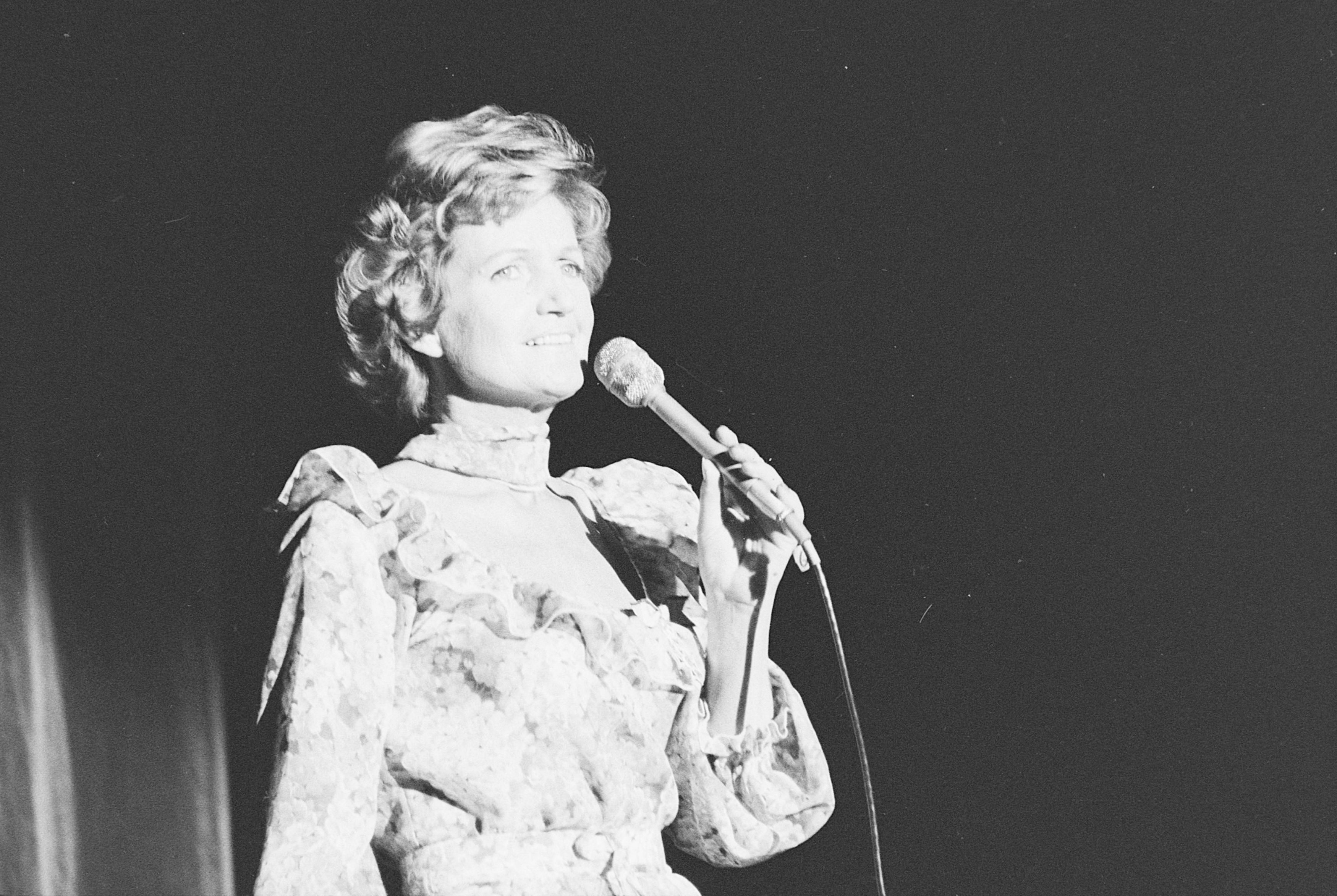
Mieke Telkamp in 1978

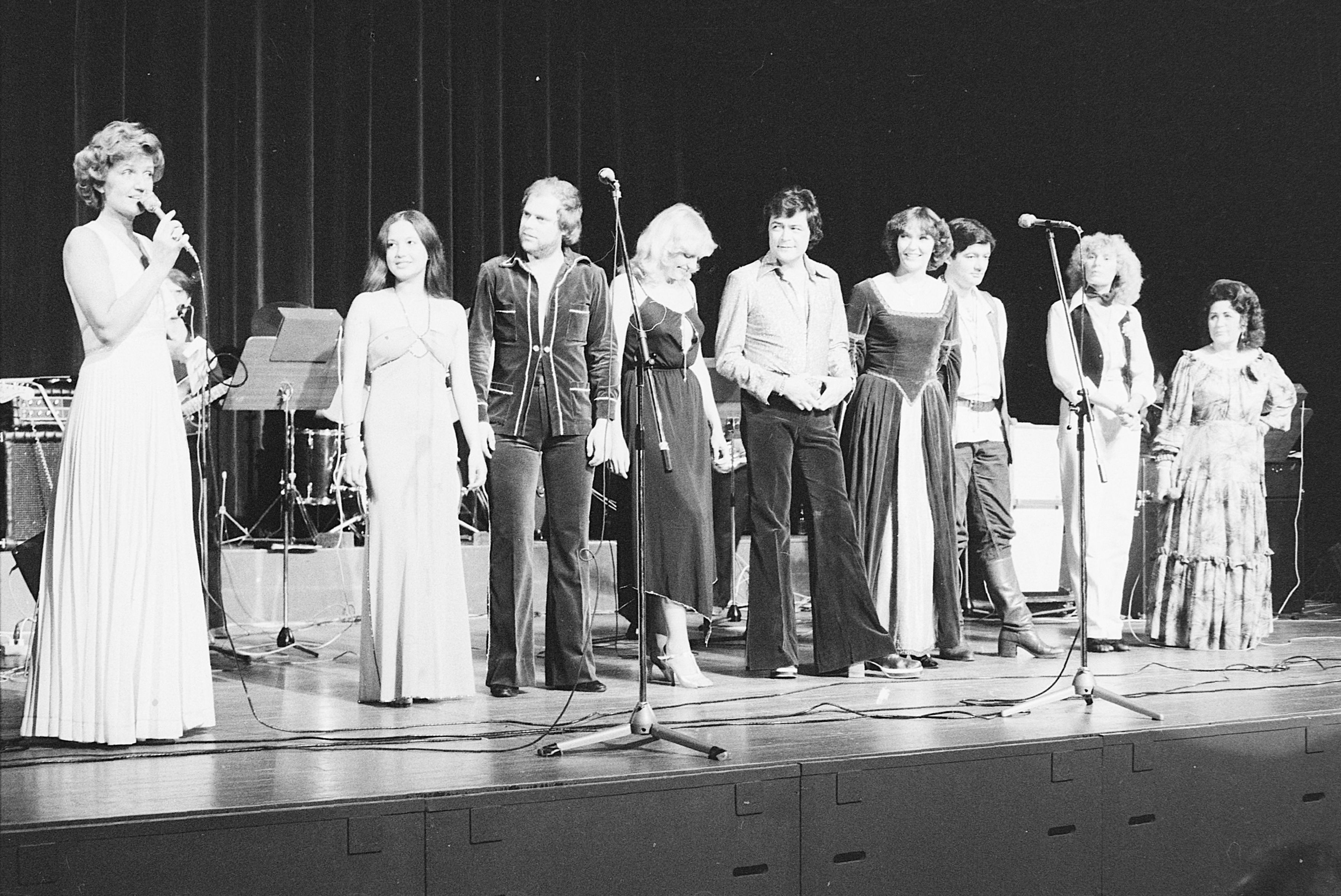
Oranjegala (1978) met v.l.n.r. Mieke Telkamp, Oscar Benton tussen Barbara en Eefje, Jack Jersey, Olivia en David (Hutchinson en Brown), Debbie, de Zangeres Zonder Naam en het J & R Showorkest in de Stadsschouwburg Haarlem

Telkamp schreef tussen 1953 en 1967 meerdere hits op haar naam. Ze werd in 1953 bekend met Here in my heart, een lied dat in 1952 door Al Martino werd gezongen. Daarna had ze succes met nummers als Nooit op zondag en Eb en vloed. Ook had ze veel succes in West-Duitsland, met als grootste hit Prego, prego gondeliere, waarvan bijna een miljoen singles werden verkocht. Als pseudoniem gebruikte ze de naam Mieke Telkamp, omdat Telgenkamp niet bevorderlijk werd geacht voor een carrière in West-Duitsland. 
Telkamp was de eerste Nederlandse zangeres die na de Tweede Wereldoorlog weer in het Duits zong, waarvoor ze zowel in Nederland als in Duitstalige landen waardering kreeg. Haar eerste Duitse titel Morgen komm' ich wieder werd in 1953 alleen in Nederland uitgebracht en werd daar een groot succes. Vanaf 1955 verschenen in West-Duitsland vele platen, waarvan Du bist mein erster Gedanke de eerste was. Van een verzamel-cd met haar Duitse successen, getiteld Tulpen aus Amsterdam, gingen bijna een miljoen platen over de toonbank.
Ze won in 1957 de eerste prijs, de Gouden Gondel, op het Festival van Venetië. In 1962 nam ze deel aan het Songfestival van Knokke. In 1964 stond ze in de Snip en Snap revue.
In 1967 trok ze zich in verband met aanhoudende buikklachten op doktersadvies terug uit de showbusiness. Begin jaren 1970 besloot ze om haar carrière nieuw leven in te blazen. Ze trad echter niet meer op in het land en beperkte het zingen tot platen-, radio- en televisiestudio's.
Na Telkamps terugkeer in de muziekwereld behaalde ze in 1971 haar grootste succes met Waarheen, waarvoor, een nummer met originele Nederlandse tekst van Karel Hille, geschreven op de melodie van Amazing Grace. Ze nam het nummer op samen met de Hi-Five onder leiding van Harry de Groot, naar een idee van Frank Jansen, die ook de productie deed. Er werden in Nederland meer dan een miljoen platen van verkocht en ze ontving er haar eerste gouden plaat voor. Waarheen, waarvoor was in Nederland jarenlang het populairste lied dat bij uitvaarten gedraaid werd.  
Telkamp was in 1978 de eerste persoon uit de showbusiness die werd benoemd tot Ridder in de Orde van Oranje-Nassau. In 1990 trad ze voor het laatst officieel op.
In augustus 2008 verscheen een dvd met de titel Alles voor jou, waarop van 40 liedjes beeldregistraties staan uit de periode 1959-1989. Op 13 december 2008 werd aan Telkamp bij Omroep MAX een Diamanten Award uitgereikt, voor de verkoop van een miljoen exemplaren van Waarheen, waarvoor.
Op 10 maart 2011 nam ze bij Omroep MAX definitief afscheid van het grote publiek en sindsdien leefde ze teruggetrokken in Zeist. In 2016 overleed ze op 82-jarige leeftijd. Haar overlijden werd bekendgemaakt door het management van zangeres Anneke Grönloh. De beide zangeressen waren vanaf begin jaren 1960 goed bevriend. Ze traden ook samen op tijdens het Songfestival van Knokke in 1962. Na haar afscheid van de showbiz begin jaren 90 was Grönloh de enige collega met wie Telkamp contact hield. Het was dan ook Anneke Grönloh die Mieke Telkamp in 2011 de gouden dvd uitreikte voor de verkoop van meer dan 10.000 exemplaren en ook zong Grönloh Telkamp toe bij haar afscheid bij Omroep MAX.

## Privé
Telkamp trouwde twee keer, de eerste keer met hoofd amusement bij de AVRO Gerard Zuur. Ze had geen kinderen.

## Wetenswaardigheden
- Gekscherend wordt Mieke Telkamp ook weleens Mie Ketelkamp genoemd. Ferry de Groot lanceerde deze bijnaam in de Dik Voormekaar Show.
- Telkamp was een van de vaste panelleden van AVRO's Wie-kent-kwis.
- Net als 'Mona' in het blad Story heeft Telkamp een adviesrubriek gehad, in het concurrerende tijdschrift Weekend.
- Op Telkamps eigen uitvaart klonk op haar eigen verzoek niet Waarheen, waarvoor, maar de hymne van de dood uit Once Upon a Time in the West.

## Discografie

### Albums
| Album met eventuele hitnotering(en) in de Nederlandse Album Top 100 | Datum van verschijnen | Datum van binnenkomst | Hoogste positie | Aantal weken | Opmerkingen |
| ------------------------------------------------------------------- | --------------------- | --------------------- | --------------- | ------------ | ----------- |
| Haar grootste successen                                             | 1981                  | 02-05-1981            | 7               | 7            |             |

### Singles
| Single met eventuele hitnotering(en) in de Nederlandse Top 40 | Datum van verschijnen | Datum van binnenkomst | Hoogste positie | Aantal weken | Opmerkingen                                 |
| ------------------------------------------------------------- | --------------------- | --------------------- | --------------- | ------------ | ------------------------------------------- |
| Sleigh-ride in Alaska                                         | 1959                  | -                     |                 |              | Nr. 6 in de Single Top 100                  |
| Morgen                                                        | 1959                  | -                     |                 |              | Nr. 3 in de Single Top 100                  |
| Whispering hope                                               | 1960                  | -                     |                 |              | Met Yvonne Oostveen                         |
| De drie klokken                                               | 1960                  | -                     |                 |              | Nr. 7 in de Single Top 100                  |
| Nooit op zondag                                               | 1960                  | -                     |                 |              | Nr. 3 in de Single Top 100                  |
| Waarheen, waarvoor                                            | 1971                  | 27-03-1971            | 7               | 24           | met De Hi-Five / Nr. 9 in de Single Top 100 |
| Het dorpje van St. Bernadette                                 | 1971                  | 02-10-1971            | tip             |              |                                             |
| De nieuwe dag                                                 | 1971                  | 16-10-1971            | 17              | 6            | Nr. 16 in de Single Top 100                 |
| Sierra Madre Del Sur                                          | 1973                  | 19-05-1973            | tip             |              |                                             |